# Ogami Tomoaki
Ōgami Tomoaki (大神 友明 sinh ngày 7 tháng 6 năm 1969) là một cựu cầu thủ bóng đá người Nhật Bản.

## Sự nghiệp câu lạc bộ
Tomoaki Ogami đã từng chơi cho Júbilo Iwata và Avispa Fukuoka.